# اندی دیک
 اندی دیک (انگلیسی: Andy Dick؛ زادهٔ ۲۱ دسامبر ۱۹۶۵) یک هنرپیشه اهل ایالات متحده آمریکا است.
از فیلم‌ها یا برنامه‌های تلویزیونی که وی در آن نقش داشته است می‌توان به سفر جاده‌ای، پسر کابلی، آدم‌های بامزه، زولندر، کارمند ماه، بهترین مردان، رفیق، ماشین من کجاست؟، اکنون در ارتش، دنی روآن، بازنده، شگفت‌انگیز عجیب و برداشتن قطعات اشاره کرد.